# میلان کیملیچکا
میلان کیملیچکا (چکی: Milan Kymlička؛ ‏ ۱۵ مهٔ ۱۹۳۶ – ۹ اکتبر ۲۰۰۸) موسیقی‌دان، آهنگساز، تنظیم‌کننده و رهبر ارکستر اهل کانادا بود. او برای بیش از ده‌ها فیلم و سریال و انیمیشن آهنگ ساخت و ۱ موسیقی رقص باله، ۱ کنسرتو ویولنسل و چندین اثر برای پیانو و کوارتت زهی نوشت. وی زادهٔ شهر لوونی در چکسلواکی بود، اما به‌دنبال بهار پراگ در سال ۱۹۶۸ به کانادا مهاجرت کرد.
از فیلم‌ها یا مجموعه‌های تلویزیونی که وی در آن‌ها نقش داشته است، می‌توان به مول، آلفرد هیچکاک تقدیم می‌کند، مردان کوچک، دو هزار و هیچ، موزه مارگارت و نفرین آمیتی‌ویل اشاره نمود.